# Przechwyt
Przechwyt – w koszykówce jest zapisywany wtedy, gdy aktywna, agresywna postawa gracza / graczy obrony powoduje wejście w posiadanie żywej piłki przez zespół broniący. Przechwyt jest zawsze połączony ze stratą zespołu ataku. Jedynym wyjątkiem jest sytuacja, gdy gracz zespołu wygrywa rzut sędziowski na początku pierwszej kwarty meczu. Zależność ta jest jednostronna, nie każda strata piłki musi się wiązać z przechwytem, są to tak zwane błędy niewymuszone.
Przechwyt nie jest zapisywany, jeżeli po stracie piłka staje się martwa i przyznana jest zespołowi ataku do wprowadzenia spoza boiska. Wyjątkiem jest sytuacja, gdy zespół wchodzi w posiadanie piłki zgodnie z procedurą naprzemiennego posiadania piłki. W takim wypadku należy zapisać stratę gracza ataku i przechwyt gracza obrony.

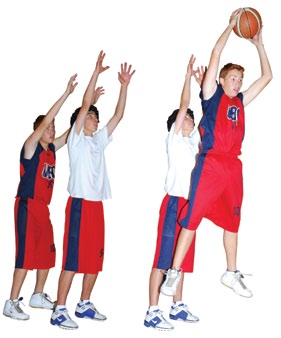
Przykładowy schemat wykonania przechwytu

Przechwyt zawsze zapisywany jest graczowi, który wszedł w posiadanie piłki. Wybicie piłki z kozła lub zmiana kierunku podania może zostać zapisana graczowi dotykającemu piłki tylko wtedy, gdy statystyk oceni, że było to świadome działanie zmierzające do przechwycenia piłki przez zawodnika lub jego partnera z drużyny.
1. Przechwyt jest świadomym działaniem zmierzającym do wejścia w posiadanie piłki. W sytuacji, gdy gracz zostanie „trafiony” piłką przez zawodnika rywali i statystyk oceni, że nie zrobił on nic by wejść w posiadanie piłki – przechwyt nie zostaje przyznany.
2. Przechwytem piłki jest też wymuszenie na graczu ataku popełnienie faulu ofensywnego, o ile faul ten był bezpośrednim następstwem dobrej gry obronnej. Sytuacja ta dotyczy przewinienia „szarża”, nie ma natomiast miejsca przy nieprawidłowo postawionej zasłonie.
3. Przechwyt jest związany nierozerwalnie z wejściem w posiadanie żywej piłki. Sytuacje gdy obrońcy wymuszają na atakującym stratę piłki poprzez wyrzucenie jej w aut nie są zapisywane jako przechwyty – wyjątkiem jest sytuacja rzutu sędziowskiego oraz błędy 5, 8 i 24 sekund.
4. Przechwyt może być zapisany jako wynik naprzemiennego posiadania piłki, jeżeli w jego wyniku zespół zdobędzie posiadanie piłki. W takiej sytuacji przechwyt zapisywany jest zawodnikowi obrony.
5. Wymuszenie na rywalach błędu 5, 8 i 24 sekund powinno być zapisywane jako przechwyt zespołowy, chyba że w ocenie statystyka zostało ono spowodowane wysiłkiem tylko konkretnego zawodnika obrony.